# Herrlingen

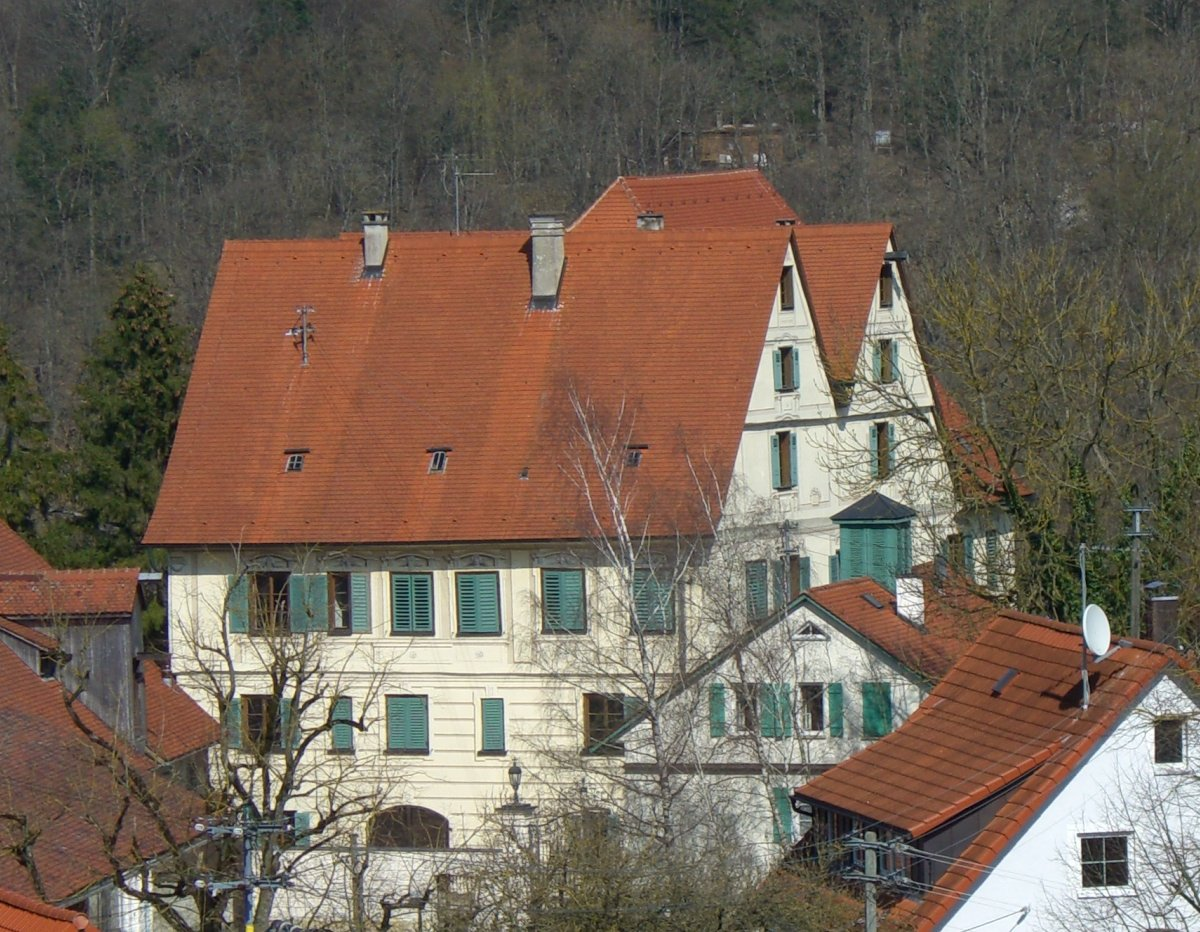
Herrilingem

Herrlingen é um município da Alemanha, do estado de Baden-Württemberg.
Faz fronteira com Blaustein. No cemitério de Herrlingen encontra-se o jazigo de Erwin Rommel.